# Agentul straniu
Agentul straniu este un film românesc polițist din anul 1974 regizat de Savel Știopul după un scenariu inspirat din piesa Omul care și-a pierdut omenia de Horia Lovinescu și scris în colaborare de dramaturg și regizor. A avut premiera la 4 noiembrie 1974. Coloana sonoră conține cântece ale formațiilor Roșu și Negru și Phoenix.

## Distribuție
- Florin Piersic — ing. George Aldea, cercetător științific la un institut, pilot de raliu, practicant de judo la Clubul Sportiv „Metalul”
- Klára Sebők — Alisa, agenta organizației de spionaj industrial care-l seduce pe ing. Aldea (menționată Maria-Clara Sebök)
- Violeta Andrei — Anda Cernescu, logodnica ing. Aldea
- Ion Besoiu — Simon, agent al organizației de spionaj industrial interesat de produsul Vitagen
- Ion Marinescu — dr. Robert Kann, pilotul de raliu străin cunoscut de Aldea la Raliul Carpați, agent al organizației de spionaj industrial
- Zephi Alșec — Alexis, reprezentantul comercial al firmei Florella, agentul de legătură al ing. Aldea („RQ 5”)
- Emanoil Petruț — col. Săvulescu, ofițer de securitate, șeful unității de contraspionaj
- Fabian Gavriluțiu — ing. Radu Encea, cercetător științific, coleg de serviciu al ing. Aldea
- Mauriciu Sekler — Gregor K., șeful unei organizații de spionaj industrial specializate în domeniul chimiei (menționat Mauriciu Szecler)
- Ana Ciobanu — cântăreața și dansatoarea de la Fantastique Club
- Dumitru Rucăreanu — ing. Dorobanțu, cercetător științific, coleg de serviciu al ing. Aldea
- Costin Prișcoveanu
- Horea Popescu	— Bocșa, consilier la minister (menționat Horia Popescu)
- Mircea Șeptilici — reprezentantul uzinelor Vega
- Savel Știopul — medicul de la clinica străină, unul din oamenii care lucrează pentru organizația de spionaj industrial
- Valeriu Arnăutu — lt. col. Milescu, ofițer de securitate
- Radu Beligan — prof. Ciurea, directorul institutului
- Constantin Dinulescu	— ing. Valentin Deleanu, cercetător științific, prietenul lui Victor Oprescu, coleg de serviciu al ing. Aldea
- Titus Lapteș — ministrul
- Natalia Arsenie
- Constantin Florescu
- Constantin Bîrliba
- Ermil Constantin
- Radu Bădilă
- Carol Marcovici
- Alexandru Virgil Platon — unul din oamenii lui Gregor K.
- Alexandru Mihailopol
- Mircea Pascu — unul din oamenii lui Gregor K.
- Vasile Pupeza
- Ștefan Lazarovici
- Dinu Dumitrescu
- Niță Octavian
- Ion Grapini
- Pierre Gherase
- Gabriela Teodorescu
- Tudor Stavru — unul din oamenii lui Gregor K.
- Adrian Ștefănescu — unul din oamenii lui Gregor K.
- Vasile Popa — unul din oamenii lui Gregor K.
- Alida Colceag
- Radu Hangu
- Mariana Băcioiu
- Viorica Hodel
- Maria Anghel
- Virgil Andronic
- Szabolcs Cseh — ofițer de securitate (menționat Szabolcs Csech)
- Benone Cămîrzan
- Victor Mavrodineanu
- Mihaela Kreutzer
- Petre Petrache
- Constantin Păun
- Alexandru Rioșanu — unul din oamenii lui Gregor K. (menționat Alexandru Rioșianu)
- Gheorghe Ghițulescu
- Vasile Huzum

## Producție
Filmările au avut loc în perioada 21 ianuarie – 17 mai 1974. Cheltuielile de producție s-au ridicat la 3.661.000 lei.

## Coloană sonoră
Pelicula beneficiază de o coloană sonoră scrisă special pentru aceasta de compozitorii Edmond Deda și Harry Maiorovici, la care se adaugă părți muzicale ce aparțin grupului Phoenix. Ea este interpretată de formațiile Phoenix și Roșu și Negru, cu colaborarea Anei Ciobanu (voce). În februarie 2021, colecționarul de discuri Remus Miron (Lektronikumuz) din Brașov editează o casetă audio ce conține coloana sonoră (cu durata de 37 de minute) a filmului, alături de câteva piese needitate anterior pe vreun suport audio. Caseta apare sub egida DJs Techno Conference (DTC).

### Lista pieselor
Fața A:
1. Edmond Deda / Harry Maiorovici / Phoenix / Roșu și Negru – Agentul straniu (1974) (edited) 37:04
2. Roșu și Negru – Insula misterioasă (live 1979) 3:29
3. Phoenix – Bun e vinul ghiurghiuliu (1965) 2:19
4. Olympic '64 – Kamadeva (1970) 2:55

Fața B:
1. Dan Bădulescu – Însorit (1989) 2:25
2. Kogaion – Fancy Dress Ball (live 1999) 5:12
3. Sfinx – Spune-mi (1974) 4:36
4. Sfinx – Jocul aparențelor (live 1981 @ Festival „Club A”) 5:14
5. Sfinx – Jocul aparențelor (live 1975) 5:14
6. Sorin Tudoran – Riff-ul de la originalul piesei „Chromatic – Racul, broasca și o știucă” 1:36
7. Sorin Tudoran – Jam-session interpretând o parte din piesa „Jimi Hendrix – Who Knows” 3:03
8. Sorin Tudoran – Message to Santana (1979) 3:52
9. Semnal M – Hey Joe (live) 5:32
10. Modern Grup – Te aștept să vii (1971) 3:08
11. Modern Grup – Copac bătrân (1971) 2:16
12. Modern Grup – Trec anii 2:49

Observație: Material promoțional 2013–2020, nedestinat comercializării. Piesele A2–A4 și B1–B12: bonus, needitate anterior pe suporturi audio.

## Primire
Filmul a fost vizionat de 2.913.167 de spectatori în cinematografele din România, după cum atestă o situație a numărului de spectatori înregistrat de filmele românești de la data premierei și până la data de 31 decembrie 2014 alcătuită de Centrul Național al Cinematografiei.

## Vezi și
- Muzică de film scrisă de formația Phoenix